# Euphorbia grandicornis
Euphorbia grandicornis es una especie fanerógama perteneciente a la familia de las euforbiáceas. Es endémica de Sudáfrica, Suazilandia y Mozambique.

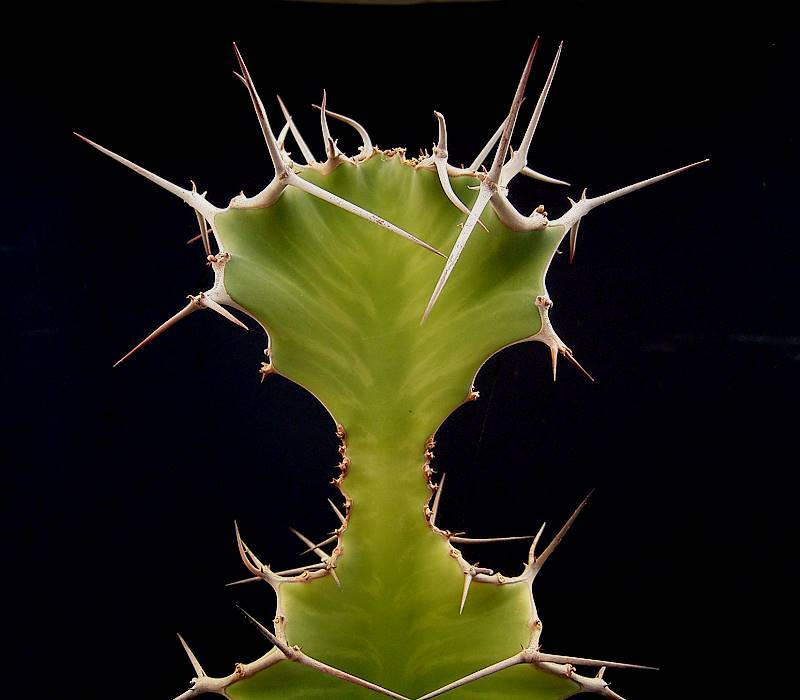
Detalle de la planta

## Descripción
Es un arbusto, con hojas suculentas que alcanza un tamaño de 0,5-2 m de altura, muy ramificado desde la base, con espinas, las ramas 3-anguladas, erectas o ascendentes, muy profundamente constreñidas en segmentos, subsagitadas-ovadas o reniformes-sagitadas de 5-13 cm de largo y 5 - 15 cm de diámetro.

## Ecología
Se encuentra en el denso bosque mixto seco; en laderas de granito, en las rocas; a una altitud de ± 40 a 700 metros.
Está relacionada con Euphorbia ballyi.

## Variedades
- Euphorbia grandicornis ssp. grandicornis
- Euphorbia grandicornis ssp. sejuncta L.C.Leach 1970

## Taxonomía
Euphorbia grandicornis fue descrita por Goebel ex N.E.Br. y publicado en Hooker's Icones Plantarum 26: , t. 2531, 2532. 1897.
Etimología
Euphorbia: nombre genérico que deriva del médico griego del rey Juba II de Mauritania (52 a 50 a. C. - 23), Euphorbus, en su honor – o en alusión a su gran vientre –  ya que usaba médicamente Euphorbia resinifera. En 1753 Carlos Linneo asignó el nombre a todo el género.
grandicornis: epíteto latino que significa "con grandes cuernos".
Sinonimia
- Euphorbia grandidens K.I.Goebel K.I.Goebel (1889)[5][6]

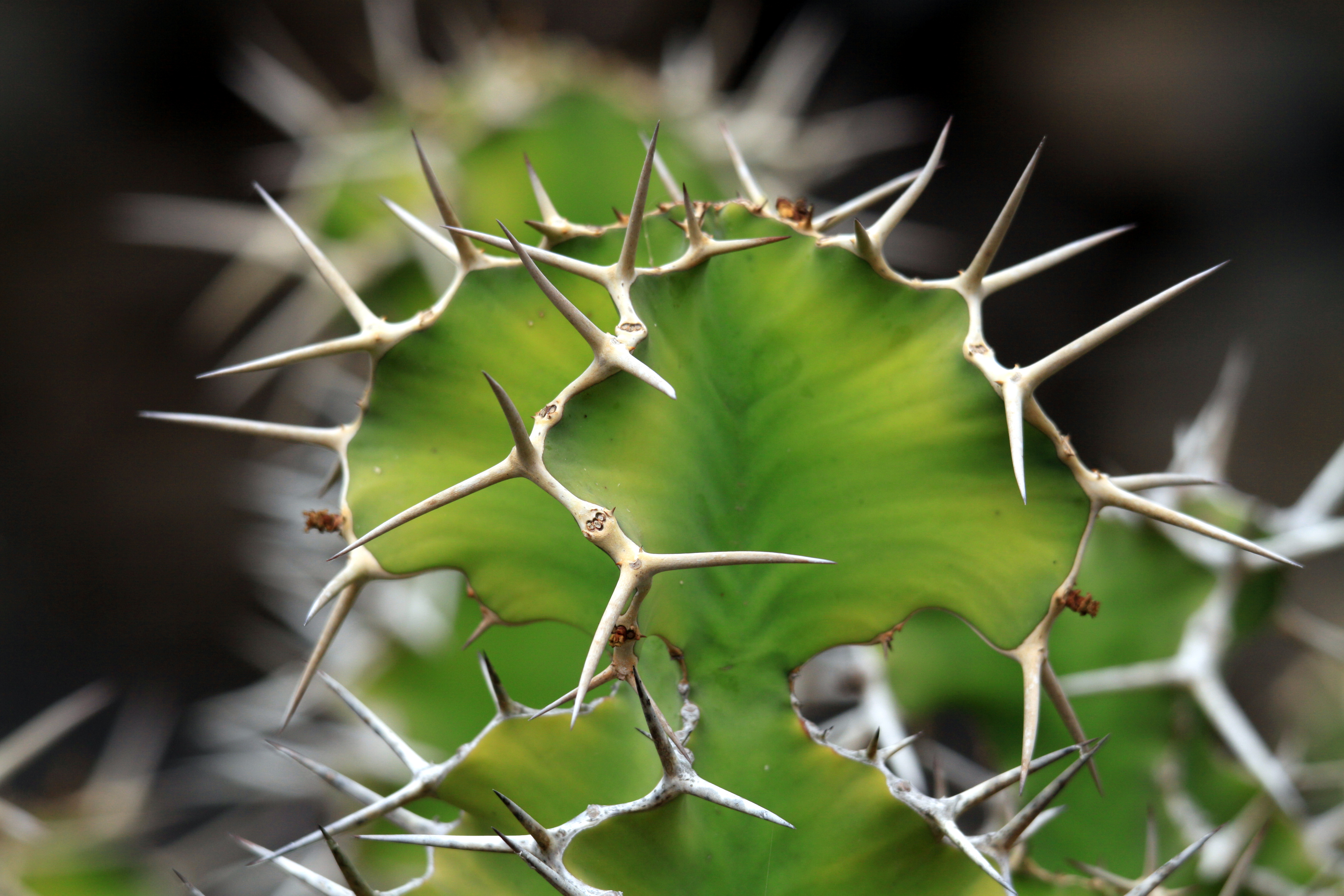